# NGC 4172
NGC 4172 est une vaste galaxie spirale relativement éloignée et située dans la constellation de la Grande Ourse. NGC 4172 a été découverte par l'astronome germano-britannique William Herschel en 1789.

## Caractéristiques
Selon la base de données Simbad, NGC 4172 est une galaxie LINER, c'est-à-dire une galaxie dont le noyau présente un spectre d'émission caractérisé par de larges raies d'atomes faiblement ionisés

### Distance
Sa vitesse par rapport au fond diffus cosmologique est de 9 479 ± 12 km/s, ce qui correspond à une distance de Hubble de 139,8 ± 9,8 Mpc (∼456 millions d'al).
À ce jour, 11 mesures non basées sur le décalage vers le rouge (redshift) donnent une distance de 132,409 ± 14,592 Mpc (∼432 millions d'al), ce qui est à l'intérieur des valeurs de la distance de Hubble. Notons cependant que c'est avec la valeur moyenne des mesures indépendantes, lorsqu'elles existent, que la base de données NASA/IPAC calcule le diamètre d'une galaxie et qu'en conséquence le diamètre de NGC 4172 pourrait être d'environ 56,9 kpc (∼186 000 al) si on utilisait la distance de Hubble pour le calculer.

## Supernova
La supernova SN 2006az a été découverte dans NGC 4172 le 23 février 2006 par les astronomes amateurs canadien Jack Newton et américain Tim Puckett. Cette supernova était de type Ia.